# Szczuczyn (gmina)
Szczuczyn – gmina miejsko-wiejska w województwie podlaskim, w powiecie grajewskim. W latach 1975–1998 gmina położona była w województwie łomżyńskim.
Siedziba gminy to Szczuczyn.
Według danych z 30 czerwca 2004 gminę zamieszkiwało 6717 osób.

## Struktura powierzchni
Według danych z roku 2002 gmina Szczuczyn ma obszar 115,72 km², w tym:
- użytki rolne: 77%
- użytki leśne: 16%

Gmina stanowi 11,96% powierzchni powiatu.

## Demografia

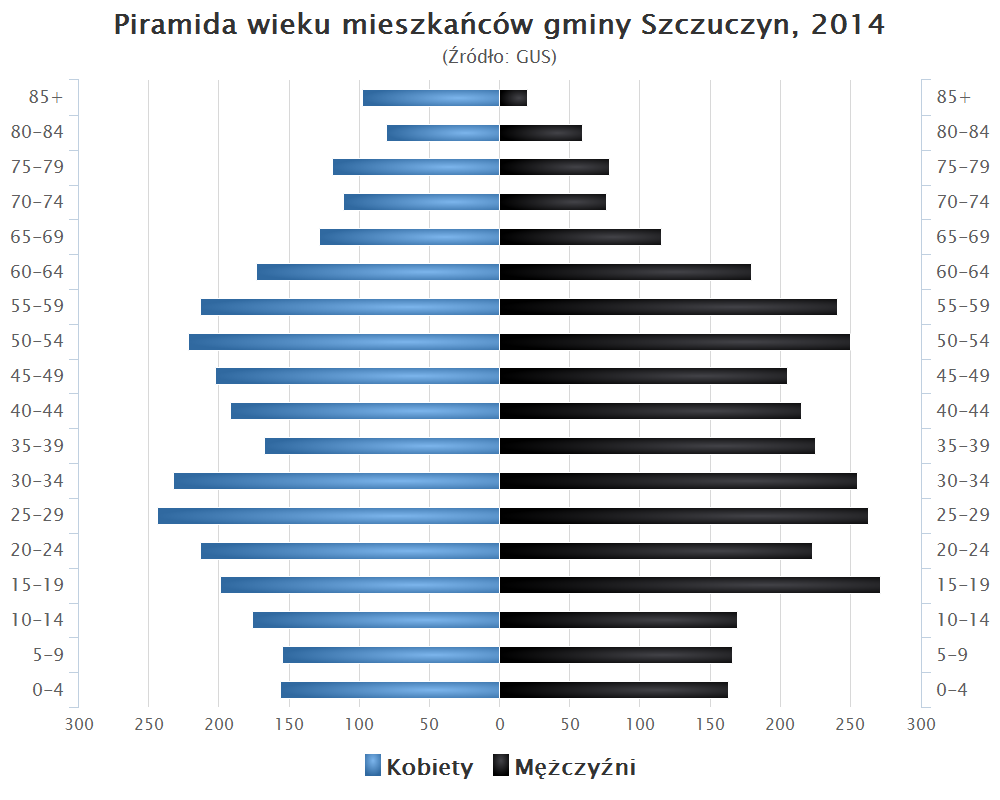
Piramida wieku mieszkańców gminy Szczuczyn w 2014 roku

Dane z 30 czerwca 2004:
| Opis                              | Ogółem | Ogółem | Kobiety | Kobiety | Mężczyźni | Mężczyźni |
| --------------------------------- | ------ | ------ | ------- | ------- | --------- | --------- |
| jednostka                         | osób   | %      | osób    | %       | osób      | %         |
| populacja                         | 6717   | 100    | 3330    | 49,6    | 3387      | 50,4      |
| gęstość zaludnienia (mieszk./km²) | 58     | 58     | 28,8    | 28,8    | 29,3      | 29,3      |

## Sołectwa
Bęćkowo
, Brzeźno
, Bzury
, Chojnowo
, Czarnowo
, Czarnówek
, Danowo
, Dołęgi
, Gutki
, Guty
, Jambrzyki
, Koniecki Małe
, Koniecki-Rostroszewo
, Kurki
, Lipnik
, Mazewo
, Milewo
, Niećkowo
, Niedźwiadna
, Niedźwiedzkie
, Obrytki
, Rakowo
, Skaje
, Sokoły
, Świdry-Awissa
, Tarachy
, Wólka
, Zacieczki
, Załuski

## Sąsiednie gminy
Biała Piska, Grabowo, Grajewo, Prostki, Wąsosz